# سفينة جوتفريد
سفينة جوتفريد (بالألمانية:Gottfried) هي سفينة دنماركية كانت ذات شراعين تعرضت إلى عاصفة بحرية كبيرة في مارس 1822 وغرقت بحمولتها من الآثار المصرية القديمة قرب السواحل الألمانية بين جزيرة هيلجولاند وميناء كوكسهافن. غرقت مع السفينة آثار فرعونية ثمينة اقتناها أحد القواد العسكريين الألمان باسم الملك الألماني فريدريش فيلهلم الثالث ملك بروسيا بتصريح من محمد علي باشا الكبير، حاكم مصر في ذلك العهد.

## السفينة
بنيت سفينة جوتفريد في عام 1815 في جرايفسوالد من خشب الزان وكانت ذات شراعين. يصل طول السفينة 20 متر وكان غاطسها 3 متر، وحمولتها المقدرة بنحو 157 طن. وكانت مسجلة تحت علم الدانمرك ويقودها القبطان «هيانريش ريزبيك» من جرايفسوالد الذي تولى قيادتها في عام 1818 .
وكان مقر السفينة في كوبنهاغن.

## آثار من سقارة
طبقا لقائمة حمولة السفينة فكان موجود فيها تابوت من الجرانيت الأحمر، وقمة أحد الأهرامات من سينيت، أحجار باب منقوشة، موميات حيوانات، معادن، وألواح من مواد مختلفة مكتوبة بالهيروغليفية وفازات من الفخار ومن الألبستر. وكان على التابوت نقوشا فرعونية من الداخل والخارج وكتابات بالهيروغليفية. عثر على تلك الآثار في منطقة سقارة في وقت (عام 1821) كانت فيه الآثار المصرية القديمة لا تزال تحت الرمال ولم يمسها أحد. لاستخراج التابوت من فتحة عميقة من عمق نحو 27 متر استعان «مينوتولي» مبعوث ملك بروسيا الألماني بنحو 200 من العمال واستغرق استخراه ثلاثة أشهر. ويدل كل هذا المجهود المبذول على أن التابوت كان كبيرا وغير عاديا. معظم الآثار التي قام مينوتولي بجمعها كانت من منطقة سقارة.
وصلت نحو 10% من تلك الأثار من تريست إلى برلين على الطريق البري، أما باقي الآثار وهي تشكل 90% من المجموعة فقد حملت في ميناء تريست على السفينة جوتفريدي لكي تأتي تنقل إلى ألمانيا بالبحر، وكان من ضمنها التابوت الجرانيتي.

## غرق السفينة
في بداية عام 1822 كانت السفينة جوتفريد تأخذ طريقها من تريست إلى هامبورغ. وغادرت تريست يوم 10 ديسمبر 1821 وتوقفت في ليفورنو. وكانت السفينة محملة بآثار فرعونية كان الأمير منوتولي من بروسيا قد قام باكتشاف بعضها في الأقصر في عامي 1821/1820 وجزء منها قام بشرائها. وكان جزء من الآثار من منطقة سقارة. كانت الآثار معبأة في 97 صندوق وحملت على السفينة جوتفريد في تريست.
غرقت السفينة جوتفريد في ليلة 11 /12 مارس 1822 بسبب عاصفة بحرية هائلة عن مصب نهر الإلب بالقرب من مدينة كوكسهافن. مالت السفينة على بعد نحو 10 كيلومترات شرق كوكسهافن.
 وحالت العاصفة الشديدة دون انقاذ البحارة في بحر الشمال وغرق بحارة السفينة جميعهم تقريبا واحد المسافرين. غرق ثمانية منهم وبقي بحار واحد على قيد الحياة. ويتذكر السكان أن تلك العاصفة كانت من أشد العواصف بحيث تسببت في أمواج شديدة كانت تأتي من جهة نهر التيمز في بريطانيا. رست بعض تلك الصناديق على الساحل جنوب كوكسهافن وكانت تحتوي على موميات.

## البحث عن السفينة
بدر في عام 2003 أثر عن موقع السفينة الغارقة. واكتشفت عالمة الآثار الفرعونية «ريناته جيرمر» من الجزء المصري في متحف الفنون التطبيقية بهامبورغ على خصلة شعر كانت من ضمن محتويات السفينة.

فقامت بالاتصال بزميلها «يواخيم كاريج» من المتحف المصري في برلين، وهو المتحف الذي كان سوف يستقبل الآثار الفرعونية الآتية على السفينة جوتفريد. وكان كاريج وزميله «ليفه» قد قاما بالبحث عن السفينة الغارقة في عام 1992 على سفينة صغيرة «الطير» مستخدمين جهازا يقيس صدى الصوت، ووصفا نتائجهم في رسالة علمية في عام 1993 .
أثناء العاصفة الشديدة التي أدت إلى غرق السفينة في عام 1822 انزاحت بعض الصناديق المحتوية على آثار فرعونية عل الساحل بين المدن كوكسهافن وأوتردورف و «باليي»، وكان من ضمنها 7 مومياوات وخيمة عربية، كان مينوتولي قد حصل عليها بتصريح من محمد على الكبير حاكم مصر في ذلك الوقت.
بيعت بعض الآثار في سبتمبر 1822 في مزاد عام حيث كان للآثار المصرية اهتمام كبير من قبل الأمراء والأغنياء. وبالبحث بعد ذلك في مقتنيات متحف الفنون التطبيقية بهامبورغ عثر عالم الآثار «ليفه» في يوليو 1991 على جمجمة رجل مغطاة بالذهب، ويميل اعتقاده بأنها كانت من الآثار التي عثر عليها مينوتولي في هرم سقارة.
كما كان معها صندلين مغطين برقائق الذهب ورأس حدأة. فكان من الثابت أن تلك الآثار كانت من ضمن حمولة السفينة الغارقة. ولا يعرف أحدا شيئا عن مصير ما بيع في الماضي من لآثار في المزاد العلني بهامبورغ.
طبقا للبحوث التي أجراها العلماء تنتمي خصلة الشعر التي عثر عليها إلى مومياء «سينخونسيس» (ويسمى أحيانا ساوباوليس) وهي لسيدة ولدت في 12 مايو 101 بعد الميلاد وتوفيت 11 مارس 145 بعد الميلاد، وكانت أبنة «بيكيت». كانت الخصلة من ضمن 12 مومياء أخرى وجدت في مقبرة عائلة سينخونسيس في منطقة في طيبة تسمى «أركونتن سوتر»، ووجدها «أنطونيو ليبولو».
يوجد في المتحف المصري ببرلين جزء من مقتنيات «مينوتوليس» التي كانت معبأة في 20 صندوق وصلت إلى برلين من تـريست بالطريق البري ولم ترسل بالبحر. وبعد بحث طويل قام به باحث الآثار «كاريج» وباحث الشواطيء والمؤرخ «راينر ليفه» فقد توصلا إلى أن السفينة الغارقة لا بد وأن تكون موجودة في وسط مصب نهر الإلب عند منطقة تسمى «نوردر جروندن». تلك المنطقة قريبة من ممر مائي مزدحم بالسفن وتكثر فيه الرسوبات الرملية ويخشاها البحارون بسبب تغيرها وانزياحها باستمرار.كما توجد في المنطقة عدة بقايا أخرى لسفن غارقة. كما من المزمع تعميق ممر السفن في السنوات القادمة، واصبح الوقت ضيق للعثور على «جوتفريد» المفقودة.
ولا ينحصر البحث عن السفينة الغارقة وحدها وإنما البحث أيضا عن «الآثار الفرعونية» التي غرقت معها، أو ربما اقتناها بعض محبي الآثار المصرية القديمة.

## اقرأ أيضا
- سفينة
- سفينة حتشبسوت
- نسخ مماثلة لسفينة نوح ومشتقاتها

- لقاء السفينة
- نهسي
- مرسى جواسيس
- سقارة